# Garganelli
I garganelli (in dialetto romagnolo: garganéi o macaró ruzlé o zuflót) sono un formato di pasta all'uovo tipica della Romagna, realizzata a mano, di forma tubolare con una caratteristica rigatura perpendicolare.

## Storia

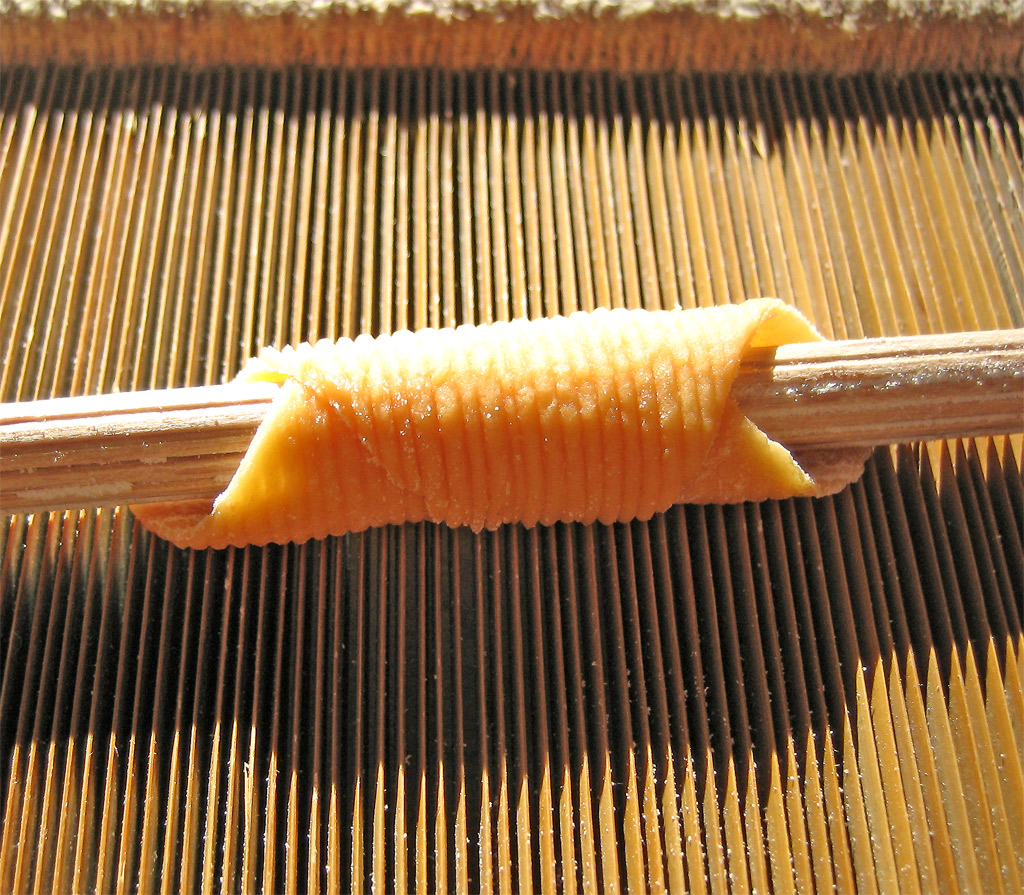
Garganello sul "pettine"

Esistono diverse leggende sulla nascita del garganello, che sarebbe stato inventato dai cuochi di Caterina Sforza, moglie di Girolamo Riario, signore di Imola e Forlì nella seconda metà del XV secolo.
Un'altra tradizione racconta che nel 1725 una razdora del cardinale Cornelio Bentivoglio d'Aragona stava preparando il pranzo per molti invitati, tra i cappelletti. Mentre stava tirando la pastasfoglia con il mattarello (s-ciadur), si accorse che qualche animale si era mangiato il preparato per ripieno dei cappelletti. Bando alla disperazione, le venne in mente un'idea: staccare un pettine dal telaio di casa e, con l'aiuto di una sottile canna (generalmente usata per accendere il fuoco), arrotolarci sopra i quadretti di pasta. I garganelli vennero poi cotti nel brodo di cappone, e serviti ai commensali, con grande successo, riscossero la generale approvazione dei commensali.

## Caratteristiche
Sono chiamati anche con i termini dialettali zuflòt o scifulóti, che indicano sia il ciuffolotto (uccello) che lo zufolo, richiamato dalla loro forma. Vengono ottenuti a mano arrotolando una piccola losanga di sfoglia intorno ad un bastoncino,  poi rigata pressandola su un pettine da tessitura oppure su un rigagnocchi in legno. 
La forma ricorda le penne avendo le estremità oblique, ma nel punto di sovrapposizione dei due lembi di pasta il garganello ha una diversa consistenza. Sono del tutto simili ai maccheroni al pettine prodotti in Emilia, i quali sono però generalmente grandi, mentre il garganello romagnolo può avere dimensioni anche piccole nel caso debba essere cucinato in brodo. Ancora più grandi, ma senza la caratteristica rigatura, sono i fusi istriani tipici dell'Istria slovena e croata.

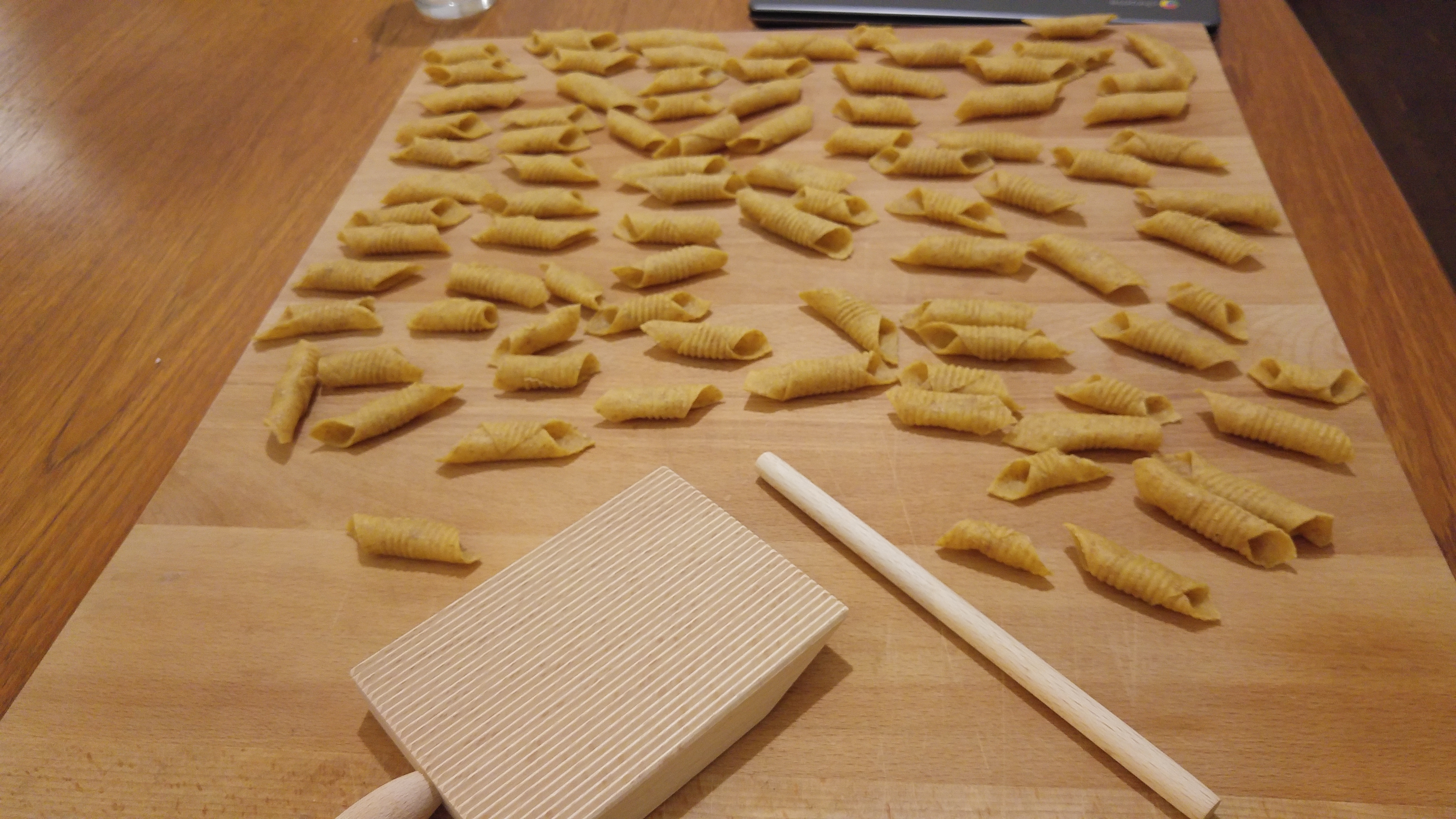
Garganelli realizzati con un "rigagnocchi"

I garganelli sono riconosciuti prodotto tipico della regione Emilia-Romagna.

## Consumo
Vengono cucinati asciutti, tradizionalmente con sugo di piselli, con scalogno e pancetta, ragù alla romagnola o alla salsiccia, e con abbondante parmigiano reggiano.
Vengono spesso preparati, se di formato piccolo, in brodo di carne. 

## Eventi
A Codrignano, piccola frazione del comune di Borgo Tossignano (BO), dal venerdì che precede la prima domenica di settembre al martedì successivo, si tiene la festa del garganello, dal 1989.

## Prodotti gastronomici simili
In Ungheria, nella città di Debrecen (contea di Hajdú-Bihar), esiste un tipo di pasta molto simile ai garganelli romagnoli.
Questa pasta è chiamata Csigatészta o Lúdgégetészta, servita generalmente in brodo di pollo (in questo caso sono chiamati csigatészta-leves). Sono creati utilizzando un rigagnocchi in legno e una bacchetta di legno.